# قياس العلاقات الاجتماعية

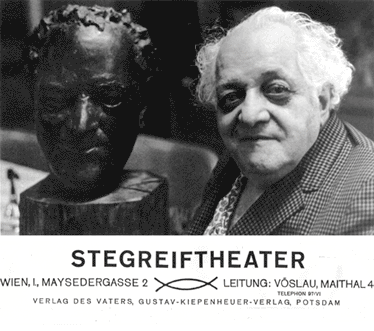

إن قياس العلاقات الاجتماعية هو أسلوب كمي لقياس العلاقات الاجتماعية. وتم تطويره بواسطة المعالج النفسي يعقوب إل. مورينو في دراسته للعلاقة بين البنى الاجتماعية والصحة النفسية.
يرتبط المصطلح قياس العلاقات الاجتماعية بـتأثيلـه اللاتيني، socius ومعناه الرفيق، وmetrum ومعناه القياس. ويعرف يعقوب مورينو قياس العلاقات الاجتماعية بأنها «التحقيق في تطور المجموعات وتنظيمها وموقف الأفراد داخلها.» ويُكمل كتابته «بما أنه... علم منظمة المجموعة، فهو يهاجم المشكلة ليس من البنية الخارجية للمجموعة، سطح المجموعة، ولكن من البنية الداخلية.» وتكشف استكشافات قياس العلاقات الاجتماعية البنى الخفية التي تعطي أي مجموعة شكلها: التحالفات والمجموعات الفرعية والمعتقدات الخفية وجداول الأعمال الممنوعة والاتفاقات الإيديولوجية و«نجوم» العرض"".
كما قام بتطوير قياس العلاقات الاجتماعية داخل العلوم الجديدة، بالرغم من أن هدفه النهائي هو التفوق وليس العلم. «من خلال إجراء الخيارات بناءً على المعايير، العلنية والحيوية، أعرب مورينو عن أمله في أن يكون الأفراد أكثر عفوية وأن تكون المنظمات وبنى المجموعات جديدة وواضحة وحيوية».
ويُعد تطوير الـسوسيوجرام، أحد ابتكارات مورينو في قياس العلاقات الاجتماعية، وهو أسلوب منهجي لتمثيل الأفراد بيانيًا كنقاط/نقاط التقاء والعلاقات بينهم كخطوط/أقواس. كما أسس مورينو، الذي كتب ما يفكر فيه بدرجة كبيرة والتطبيقات والنتائج، مجلة بعنوان Sociometry (قياس الظواهر الاجتماعية).
وفي علم الاجتماع، يمتلك قياس العلاقات الاجتماعية فرعين رئيسيين: قياس العلاقات الاجتماعية البحثي وقياس العلاقات الاجتماعية التطبيقي. ويعد قياس العلاقات الاجتماعية البحثي بحثًا إجرائيًا مع مجموعات استكشاف الشبكات الاجتماعية العاطفية للعلاقات باستخدام معايير محددة مثل من في هذه المجموعة ترغب في الجلوس بجانبه في العمل؟ من في هذه المجموعة تذهب إليه للحصول على النصيحة بشأن أي مشكلة في العمل؟ من في هذه المجموعة ترى أنه يوفر قيادة مُرضية في المشاريع قيد التنفيذ؟ أحيانًا يهتم قياس العلاقات الاجتماعية البحثي، والذي يُسمى باكتشافات الشبكة، بالأنماط المتصلة في المجموعات الصغيرة (الأفراد والمجموعات الصغيرة) والمجموعات الأكبر من الناس، مثل المنظمات والأحياء.
ويستفيد مستخدمو قياس العلاقات الاجتماعية التطبيقي من مجموعة من الطرق لمساعدة الناس واستعراض المجموعات وتوسيع وتطوير شبكاتهم النفسية-الاجتماعية للعلاقات. ويتواجد كلا المجالين من قياس العلاقات الاجتماعية لتوليد عفوية أكبر وإبداع من كل من الأفراد والمجموعات من خلال تطبيقهما.

## معايير مورينو لاختبارات القياسات الاجتماعية
في قياس العلاقات الاجتماعية، «الطريقة التجريبية وعلوم المجتمع: طريقة إلى التوجه السياسي الجديد»، يصف مورينو العمق الذي تحتاجه مجموعة لإمكانية تحقيق طريقة أن يكون «تقييمًا للعلاقات الاجتماعية». وقد كان للمصطلح، من وجهة نظره، معنى نوعي ولا ينطبق إلا إذا تمت تلبية بعض معايير عملية المجموعة، وأحد هذه المعايير هو أن هناك اعتراف بالفرق بين ديناميات العملية والمحتوى الواضح. وعلى حد تعبير مورينو: «هناك تباين عميق بين السلوك الرسمي والسري للأعضاء». ويدعو مورينو إلى أنه قبل إمكانية اقتراح أي «برنامج اجتماعي»، يجب على مستخدمي قياس العلاقات الاجتماعية «الأخذ بعين الاعتبار الدستور الفعلي للمجموعة.»
ومن بين المعايير الأخرى: قاعدة الدافع الكافي: «يجب أن يشعر كل مشارك حول التجربة أنها هي دافعه (دافعها) الخاص. . . وأنها فرصة له (لها) ليصبح عاملاً فعالاً في القضايا المتعلقة بوضع حياته (حياتها).» وقاعدة «تدريجي» تشمل جميع المعايير الاستثنائية. ويتحدث مورينو هنا عن «العملية الجدلية البطيئة لتجربة قياس العلاقات الاجتماعية».

## تطبيقات الأنثروبولوجي لقياس العلاقات الاجتماعية
بالنظر إلى اهتمام قياس العلاقات الاجتماعية بولاءات وانقسامات المجموعة، فليس غريبًا أن يتم استخدام أساليب قياس العلاقات الاجتماعية لدراسة العلاقات العرقية والطريقة التي يتم بها تحديد الأفراد داخل الجماعات العرقية. على سبيل المثال، باستخدام بحوث قياس العلاقات الاجتماعية، فحص جون كريسويل العلاقات بين البيض-السود في الفصول الدراسية الأمريكية، وبحث جابرييل ويمان العلاقات العرقية في إسرائيل، كما فحص جيمس بيدج الهوية داخل الأعراق وبينها في دول المحيط الهادئ.

## طرق وبرامج أخرى
تم تطوير طرق أخرى في العقود الأخيرة، مثل تحليل الشبكات الاجتماعية أورسم الخرائط الاجتماعية. كما تم تطوير البرامج المجانية وأيضًا التجارية لتحليل المجموعات وبنيتها، مثل Pajek أو Keyhubs أو InFlow. وتتشارك جميع هذه الطرق الكثير من مبادئهم الأساسية مع قياس العلاقات الاجتماعية.
ويعدفيس بوك خدمة شبكة اجتماعية وموقع ويب يعتمد بشكل كبير على قياس العلاقات الاجتماعية لمستخدميه.